# Błękitniczek czerwononogi
Błękitniczek czerwononogi, sai czerwononogi (Cyanerpes cyaneus) – gatunek niewielkiego ptaka z rodziny tanagrowatych (Thraupidae), występujący pospolicie od Meksyku i Kuby na północy po południową Brazylię i Boliwię na południu. Trzymany również w niewoli, choć nie jest łatwy w hodowli.

## Systematyka
Wyróżniono jedenaście podgatunków C. cyaneus:
- C. cyaneus carneipes – wschodni Meksyk do Panamy.
- C. cyaneus pacificus – zachodnia Kolumbia i zachodni Ekwador.
- C. cyaneus gigas – wyspa Gorgona.
- C. cyaneus gemmeus – skrajnie północna Kolumbia.
- C. cyaneus eximius – północna i północno-środkowa Kolumbia do północnej Wenezueli.
- C. cyaneus tobagensis – Tobago.
- C. cyaneus cyaneus – błękitniczek czerwononogi[4] – Trynidad, wschodnia Wenezuela, Gujana i północna Brazylia.
- C. cyaneus dispar – południowo-wschodnia Kolumbia i południowo-zachodnia Wenezuela do północno-wschodniego Peru.
- C. cyaneus violaceus – południowo-wschodnie Peru i zachodnia Brazylia do środkowej Boliwii.
- C. cyaneus brevipes – centralna Brazylia.
- C. cyaneus holti – błękitniczek atlantycki[4] – wschodnia Brazylia.

Proponowany podgatunek ramdseni, opisany z Kuby, zsynonimizowano z podgatunkiem nominatywnym; populacja ta została prawdopodobnie introdukowana.

## Morfologia

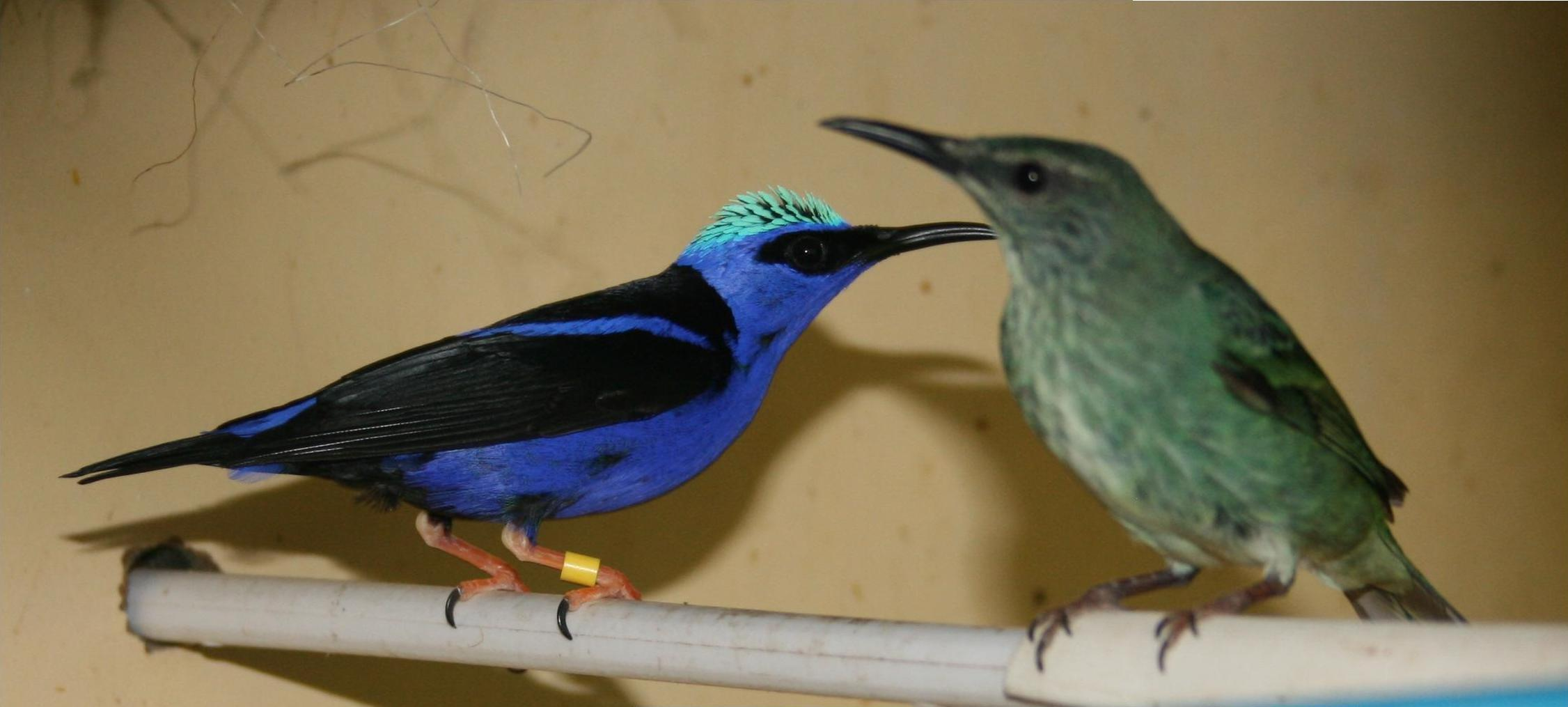
W porze godowej samiec wyraźnie odróżnia się od samicy

Cechy gatunkuDymorfizm płciowy szczególnie widoczny jest w porze godowej. Szata godowa samca ma kolor soczyście błękitny z czarnym karkiem, ogonem i skrzydłami. Spód skrzydeł żółty. Na czubku głowy ma jaśniejszą „czapeczkę”, którą zaniepokojony stroszy w niewielki czubek. Samica jest upierzona mniej intensywnie, cała w barwach zieleni. Samiec w szacie spoczynkowej jest ubarwiony jak samica na zielono, tylko skrzydła i ogon pozostają czarne. Samca od samicy różni również kolor nóg: samica ma je brunatnoczerwone, a samiec mocno czerwone. Obydwie płcie mają czarne, wąskie, dość długie i lekko zagięte w dół dzioby.
Wymiary średnie
- Długość ciała: 12 cm[6];
- Masa ciała: 14 g;

## Ekologia
BiotopLasy strefy subtropikalnej i tropikalnej. Unika ciemnych i gęstych regionów dżungli żyjąc w bardziej świetlistych i szczytowych partiach drzewostanów, gdzie ma pod dostatkiem kwitnących kwiatów.
PożywienieGłównie nektar kwiatowy, który wypija nacinając nasadę kielicha, a także jagody i przejrzałe owoce oraz owady.
RozmnażanieSamce oprócz godowego upierzenia wabią samice pięknym śpiewem. Para buduje małe, miseczkowate w kształcie gniazdo, do którego samica składa 2–3 blade zielononiebieskie jaja. Wysiadywanie trwa 12–13 dni. Młode dokarmiają obydwoje rodzice owocami i owadami. Opuszczają gniazdo po dwóch tygodniach.

## Status
IUCN uznaje błękitniczka czerwononogiego za gatunek najmniejszej troski (LC, Least Concern) nieprzerwanie od 1988 roku. Liczebność światowej populacji, według szacunków organizacji Partners in Flight z 2008 roku, mieści się w przedziale 5–50 milionów osobników. Ze względu na brak dowodów na spadki liczebności bądź istotne zagrożenia dla gatunku BirdLife International uznaje trend liczebności populacji za stabilny.